# Sebastian Kneipp
Sebastian Kneipp (n. 17 mai 1821, Stephansried⁠(d), Bavaria, Germania – d. 17 iunie 1897, Bad Wörishofen, Bavaria, Germania) a fost un preot catolic german și unul din pionierii medicinii naturiste. El este cel mai frecvent asociat cu forma de hidroterapie „Cura Kneipp” (deseori numită „terapie Kneipp”), aplicarea apei prin diferite metode, temperaturi și presiuni, despre care susținea că are efecte terapeutice sau vindecătoare, drept urmare construind mai multe spitale in Bad Wörishofen.
Deși cel mai frecvent asociat cu o anumită zonă a curelor naturale (hidroterapia), Kneipp a fost susținătorul unui întreg sistem de vindecare, care se baza pe cinci principii principale:
- Hidroterapie – Utilizarea apei pentru tratarea bolilor
- Fitoterapie – Utilizarea medicamentelor din plante a fost o altă specialitate a lui Kneipp
- Exercițiu – Promovarea sănătății corpului prin mișcare
- Nutriție – O dietă sănătoasă cu cereale integrale, fructe și legume, cu aport limitat de carne.
- Echilibru – Kneipp credea că o minte sănătoasă creează o persoană sănătoasă.

## Hidroterapie
Kneipp a început să-și dezvolte metodele de vindecare în 1849, după ce a contractat tuberculoză și a experimentat cu tratamentele cu apă dezvoltate de Sigmund Hahn. După ce a fost hirotonit în 1852, a continuat să experimenteze tratarea apei în parohia sa. Kneipp a început să lucreze cu remediile dezvoltate de Vincenz Priessnitz, dar a dezvoltat o metodă mai complicată și mai blândă. Curele sale blânde contrastează cu curele anterioare cu apă, pe care el le-a numit leacuri pentru cai pentru natura lor obositoare. Tratamentul Kneipp asupra pacienților a contrastat, de asemenea, cu cel al medicinei spitalicești, deoarece a fost personalizat și a luat în considerare punctele forte și punctele slabe ale pacientului.
Abordarea lui Kneipp provine din teoria sa conform căreia toate bolile își au originea în sistemul circulator. Această teorie este similară cu teoria umorală. La fel ca cei care credeau în teoria umorală, Kneipp a afirmat că respirarea aerului cu miasme sau excesiv de fierbinte ar duce la boli. Deși are de-a face cu o singură umoare în loc de patru, teoria lui încă afirmă că un dezechilibru în sânge, fie că este vorba de circulație sau de materii străine, este originea bolii. Conform descrierii bolii de către Kneipp, leacurile cu apă funcționează prin afectarea sângelui. Ele dizolvă materia străină, curăță sângele de această materie, ajută la circulație și întăresc corpul ca întreg.

## Mod de viață
Pe lângă cure specifice, Kneipp avea prescripții cu privire la alimente, băuturi și îmbrăcăminte. El credea că mâncarea ar trebui să fie uscată și simplă și nu ar trebui să fie condimentată. De asemenea considera că oamenii ar trebui să bea în primul rând apă, dar a permis și consumul de alcool cu moderație. În ceea ce privește îmbrăcămintea, Kneipp a preferat îmbrăcămintea din in sau cânepă celei din lână.

## Ideologia personală
Abordarea lui Kneipp față de medicină nu a fost independentă de credința sa catolică. Concentrarea lui pe apă și ierburi provine din ideea că remediile sunt oferite în mod natural de Dumnezeu. Accentul său pe mâncarea, băutura și îmbrăcămintea simplă provine din teoria conform căreia oamenii ar trebui să trăiască în acord cu natura. El a folosit scripturile, precum și referințe la practica romană pentru a susține raționamentul din spatele tratamentului său și a recunoscut că tratamentele sale nu sunt în conformitate cu înțelegerea științifică de la vremea sa. Faptul că tratamentele sale nu s-au bazat pe teoria științifică nu l-a deranjat pe Kneipp, deoarece erau văzute ca fiind capabile să reușească acolo unde medicina științifică nu putea.
Sebastian Kneipp a avut o dedicație deosebită pentru a-i ajuta pe cei săraci și pe cei pe care medicii nu îi pot ajuta. Suferința sa de la începutul vieții l-a făcut pe Kneipp să dezvolte o simpatie profundă pentru cei mai puțin norocoși decât el. El a refuzat mulți pacienți care s-ar putea recupera singuri, dar susține că nu a refuzat niciodată să trateze un pacient care era sărac sau netratabil prin alte metode.